# Lidická hrušeň
Lidická hrušeň je živoucím pomníkem válečných událostí; jako jediný ovocný strom uprostřed obce přežila vypálení Lidic 10. června 1942. Roste u současné hlavní cesty Památníku Lidice mezi můstkem přes potok a půdorysem kostela, vedle studny. Botanicky jde o hrušeň obecnou (Pyrus communis).
Jedná se o odrůdu zvanou "Pařížanka".

## Válečná i novodobá historie
Původně stála vedle mostku u obecní studny na návsi pod kostelem stará hrušeň. Když uschla, obecní strážník Václav Vandrdle ji vykopal a v roce 1941 místo ní spolu s místní občankou Annou Pekovou vysadili tři nové stromky.
O rok později, při lidickém masakru, se stala mladičká hrušeň němým svědkem, jak nacisté rozdělovali a přes mostek hnali lidické obyvatele – muže na sever do Horákova statku, ženy s dětmi na jih do školy. Při následném srovnávání obce se zemí pak hrušeň šťastnou shodou okolností unikla zkáze, která jinak čekala ostatní ovocné stromy v Lidicích: Když totiž Němci vyhazovali do povětří mohutné zdivo blízkého kostela sv. Martina, tlaková vlna a letící trosky zlomily stromku korunu takovým způsobem, že ho potom demoliční čety pokládaly za mrtvý. Hrušeň však přežila, i když poškození zůstává na kmeni patrné dodnes.
V roce 2001 se místnímu občanu Antonínu Nešporovi podařilo na základě vyprávění své matky, dobových fotografií a osobního svědectví tehdy ještě žijící paní Pekové s jistotou určit, že hrušeň, rostoucí v areálu Památníku Lidice, je jedním z oněch stromků, sázených o šedesát let dříve, a tedy živým symbolem zničení i zmrtvýchvstání Lidic.
V celostátním měřítku bylo na hrušeň a její historii upozorněno v televizním pořadu Paměť stromů (díl 13. Nejen duby, buky a lípy) roku 2003. O 4 roky později, 11. července 2007, byla oficiálně vyhlášena jako památný strom České republiky. V čase vyhlášení měřil strom na výšku 9,5 metru a měl obvod kmene 162 cm. V roce 2008 se hrušeň dostala do finále ankety Strom roku pořádanou Nadací partnerství.
Před natáčením pořadu Paměť stromů plánovali jeho autoři na konci každého dílu vysadit jeden památný strom. Převážení stromků-sazenic se ale v plně obsazeném autě ukázalo být nerealizovatelné, takže až na několik výjimek byly stromky sázeny jen symbolicky. Tak se stalo i v Lidicích. Po natočení seriálu se ale na podzim (2002) autoři do Lidic vrátili a dodatečně zde dub a lípu k upomínce 60. výročí vyhlazení obce vysadili.

## Památné a významné stromy v okolí
- Duby v Dolanech
- Jasany v Hostouni
- Lípa u Michova mlýna (Okoř)
- Vrapický dub